# Stanwix Ridge
Stanwix Ridge ist ein breiter und teilweise vereister Gebirgskamm an der Oates-Küste des ostantarktischen Viktorialands. Er ragt in den Wilson Hills bis zum südwestlichen Abschnitt der Davies Bay unmittelbar westlich des McLeod-Gletschers auf.
Luftaufnahmen entstanden bei der US-amerikanischen Operation Highjump (1946–1947). Erstmals besucht wurde die Formation luftunterstützt durch Teilnehmer der 1961 unternommenen Forschungsreise im Rahmen der Australian National Antarctic Research Expeditions unter der Leitung des australischen Polarforschers Phillip Law. Namensgeber ist John Stanwix (* 1932), Hubschrauberpilot bei dieser Unternehmung.